# The Tourists
The Tourists fue una banda de rock británica activa a finales de la década de los 70. Tras su separación en 1980, dos de sus miembros, la vocalista Annie Lennox y el guitarrista David A. Stewart formaron la exitosa banda Eurythmics.

## Trayectoria
En 1975 la cantante escocesa Annie Lennox abandonó la Royal Academy of Music de Londres, donde estudiaba flauta, piano y clavicémbalo, para unirse a los guitarristas David A. Stewart y Peet Coombes y formar un trío de música pop-rock llamado inicialmente The Catch. La banda grabó su primer sencillo «Borderline/Black Blood» en 1977, que fue lanzado en el Reino Unido, Países Bajos, España y Portugal con escaso éxito. Tras el fracaso de este primer lanzamiento, el grupo cambió su nombre por The Tourists e incorporó al bajista Eddie Chin y al baterista Jim Toomey. Con estos cambios, el grupo marcó el inicio de una etapa muy productiva que en apenas dos años les llevó a grabar tres álbumes y a lanzar media docena de sencillos de éxito.
En 1979 debutaron con su primer álbum, The Tourists, del que se extrajeron los sencillos «Blind Among the Flowers» y «The Loneliest Man in the World» que obtuvieron una discreta acogida, ocupando los puestos 52 y 32 respectivamente en el UK Singles Chart. Ese mismo año publicaron Reality Effect, el álbum con el que alcanzaron el éxito. «So Good to Be Back Home Again», su primer sencillo, alcanzó el número 8 de las listas británicas y «I Only Want to Be With You», la versión del popular tema de Dusty Springfield les llevó hasta la cuarta posición y se convirtió en su mayor éxito, llegando incluso a entrar en el Billboard Hot 100 norteamericano.
En 1980, The Tourists firmaron con RCA Records y publicaron su tercer trabajo, Luminous Basement, producido por Conny Plank que no alcanzó el nivel de ventas de su anterior álbum. La banda recorrió extensamente el Reino Unido y salió de gira por el extranjero, acompañando como teloneros a Roxy Music en su Manifiesto Tour, pero el modesto éxito de su último disco, las fuertes críticas de la prensa musical británica, combinado con disputas legales y algunas tensiones personales, llevó a la disolución del grupo ese mismo año.
Tras la ruptura, Coombes y Chin comenzaron un nuevo proyecto musical bajo el nombre de Acid Drops pero, a pesar de que Peet Coombes había sido el principal talento creativo de The Tourists, no alcanzaron el éxito y Coombes acabó dejando la música. Lennox y Stewart, en cambio, mantuvieron el contrato con RCA Records y bajo el nombre de Eurythmics comenzaron una exitosa carrera musical, llegando a vender 75 millones de discos en todo el mundo.

## Miembros
- Peet Coombes: voz, guitarra;
- David A. Stewart: guitarra;
- Annie Lennox: voz, teclados;
- Eddie Chin: bajo;
- Jim Toomey: batería.

## Discografía
- The Tourists (1979, Logo Records);
- Reality Effect (1979, Logo Records);
- Luminous Basement (1980, RCA Records);
- Should Have Been Greatest Hits (1984)
- Greatest Hits (1997)